# Judaydat al-Matn
 Judaydat al-Matn  (in arabo  جديدة المتن‎?, detta anche Jdeideh o Al Judaydah) è una città del Libano, di circa 82 000 abitanti, capoluogo del Distretto di Metn. Si trova a circa 7 km dal centro di Beirut, di cui costituisce una parte dell'agglomerato urbano.
| Controllo di autorità | VIAF (EN) 8214156223634605400009 |